# Национални парк Маново-Гунда-Сен Флорис
Маново-Гунда Ст. Флорис Национални парк (фр. Parc national du Manovo-Gounda St Floris) национални парк је на Унесковој листи Светске баштине који се налази у префектури Баминги-Бангоран у Централној Афричкој Републици, у близини границе са Чадом. Увршћен је на листу Светске баштине 1988. године због разноликости живота у њему. Најзначајни врсте су црни носорози, слонови,гепарди, леопарди, црвене газеле и афрички бизони.
Локација је угрожена због ретких дивљих животиња које умиру и животињских врста које су избрисане. Западни црни носорог који је био аутохтони у Централноафричкој Републици је изумро 2011. Локалитет је додат на Листу светске баштине у опасности након извештаја о илегалној испаши и криволову од стране тешко наоружаних ловаца, који су можда убрали чак 80 % дивљих животиња парка. Пуцњава на четири члана особља парка почетком 1997. године и опште стање све лошије безбедности довели су до застоја свих развојних пројеката и туризма.
Влада Централноафричке Републике предложила је да се одговорност управљања градилиштем додели приватној фондацији. Припрему детаљног извештаја о стању конзервације и плана рехабилитације локалитета препоручио је Комитет за светску баштину на својој седници 1998. године. Људи раде на програмима узгоја за оживљавање природних дивљих животиња.

## Локација
Парк заузима већи део источног краја Бамингуи-Бангоран провинције на северу земље. Северна граница парка је међународна граница са Чадом на рекама Аук (Бахр) и Камеур. Источна граница је река Вакага, западна је река Маново око 40 km источно од Н'Деле, а јужна граница је гребен Масива дес Бонго. Пут Нделе-Бирао пролази кроз парк.